# Colibrí amazília càndid
El colibrí amazília càndid (Chlorestes candida) és una espècie d'ocell de la família dels troquílids (Trochilidae) fins fa poc inclòs al gènere Amazilia.

## Hàbitat i distribució
Habita la selva humida i altres formacions a les terres baixes del Golf de Mèxic i turons des de San Luis Potosí, nord de Veracruz i la Península de Yucatán cap al sud fins Hondures, ambdues vessants de Nicaragua i Costa Rica, i les terres baixes del vessant del Pacífic de Guatemala.